# Liste der Bodendenkmäler in Marktredwitz
Auf dieser Seite sind die Bodendenkmäler in der oberfränkischen Großen Kreisstadt Marktredwitz zusammengestellt. Diese Tabelle ist eine Teilliste der Liste der Bodendenkmäler in Bayern. Grundlage ist die Bayerische Denkmalliste, die auf Basis des Bayerischen Denkmalschutzgesetzes vom 1. Oktober 1973 erstmals erstellt wurde und seither durch das Bayerische Landesamt für Denkmalpflege geführt wird. Die folgenden Angaben ersetzen nicht die rechtsverbindliche Auskunft der Denkmalschutzbehörde.

## Bodendenkmäler der Gemeinde

### Bodendenkmäler in der Gemarkung Brand
| Lage             | Objekt | Akten-Nr.     | Bild |
| ---------------- | --- | ------------- | ---- |
| Brand (Standort) | Untertägige Bauteile der bestehenden Pfarrkirche sowie Fundamente eines spätmittelalterlichen Vorgängerbaus. | D-4-5938-0042 |      |

### Bodendenkmäler in der Gemarkung Leutendorf
| Lage                  | Objekt                           | Akten-Nr.     | Bild |
| --------------------- | -------------------------------- | ------------- | ---- |
| Leutendorf (Standort) | Bergbauareal der frühen Neuzeit. | D-4-6038-0001 |      |

### Bodendenkmäler in der Gemarkung Marktredwitz
| Lage                               | Objekt | Akten-Nr.     | Bild           |
| ---------------------------------- | --- | ------------- | -------------- |
| Marktredwitz Pfarrhof 1 (Standort) | Untertägige Bauteile der St.-Bartholomäus-Kirche des 14. Jahrhunderts und Körpergräber des späten Mittelalters sowie Fundamente der mittelalterlichen Vorgängerbebauung, des Alten Schlosses. Siehe auch: St. Bartholomäus (Marktredwitz) | D-4-5938-0020 | weitere Bilder |
| Marktredwitz (Standort)            | Untertägige Bauteile der spätmittelalterlichen Stadtmauer sowie Fundamente der abgegangenen Stadtbefestigung von Marktredwitz. | D-4-5938-0039 |                |
| Marktredwitz (Standort)            | Untertägige Siedlungsteile des Mittelalters und der frühen Neuzeit im Altstadtbereich von Marktredwitz. | D-4-5938-0040 |                |

### Bodendenkmäler in der Gemarkung Oberredwitz
| Lage                                 | Objekt | Akten-Nr.     | Bild           |
| ------------------------------------ | --- | ------------- | -------------- |
| Oberredwitz Kirchstraße 6 (Standort) | Untertägige Bauteile der neuzeitlichen Heilig-Geist-Kirche sowie vermutlich Fundamente eines mittelalterlichen Vorgängerbaus. Siehe auch: Heilig-Geist-Kirche (Oberredwitz) | D-4-5938-0037 | weitere Bilder |

### Bodendenkmäler in der Gemarkung Thölau
| Lage              | Objekt                             | Akten-Nr.     | Bild |
| ----------------- | ---------------------------------- | ------------- | ---- |
| Thölau (Standort) | Freilandstation des Mesolithikums. | D-4-5938-0058 |      |

### Bodendenkmäler in der Gemarkung Wölsau
| Lage              | Objekt                                                                       | Akten-Nr.     | Bild |
| ----------------- | ---------------------------------------------------------------------------- | ------------- | ---- |
| Wölsau (Standort) | Untertägige Bauteile der spätmittelalterlichen und frühneuzeitlichen Kirche. | D-4-6038-0002 |      |